# 潘めぐみ
潘 めぐみ（はん めぐみ、1989年〈平成元年〉6月3日 - ）は、日本の声優、女優。東京都出身。アトミックモンキー所属。本名は潘 芽具実（読み同じ）。母は声優・女優・西洋占星術師の潘恵子。祖父はスペインポルトガル系中国人、祖母は大阪府出身の日本人。

## 経歴
日本大学櫻丘高等学校卒業。2012年3月に日本大学芸術学部演劇学科を卒業。
2008年、映画『櫻の園』の一般公募を経て、日本大学芸術学部演劇学科在学中に和田遙役で女優デビュー。
2011年、日本テレビ系のテレビアニメ『HUNTER×HUNTER』の主人公・ゴン＝フリークス役に抜擢され声優デビュー。オーディションでは100人を超す参加者の中からスタッフの満場一致で選ばれた。
2014年、『ハピネスチャージプリキュア！』で白雪ひめ / キュアプリンセス役に起用される。共演者の中には大学の同級生でもある長谷美希が出演している。
2017年、第11回声優アワードで助演女優賞を受賞する。

## 人物
声優としてのデビュー作である『HUNTER×HUNTER』の原作は小学生のころに潘が初めて小遣いで買った漫画で、アニメも毎回視てグッズも持っているほどのファンであり、記者会見では感極まって涙を流した。オーディションでは主演をもらえるとは思っておらず、端役でいいから引っかかってほしい、ぐらいの期待だったという。子供のころから好きだった作品の主演を務めるという夢のような事態に、番組開始から3年以上たった2014年時点になっても現実感を持てないことがあり「ずっと私、眠ってるんじゃ」「夢を見てるんじゃないか」と語っている。
ラジオ『潘めぐみ・伊瀬茉莉也の HUNTER×HUNTER HUNTER STUDIO』における愛称は「ぐみたん」である。2011年10月9日の第1回目の放送で決定した。
趣味は菓子作り。料理教室に通っていた時期もある。カラオケも趣味で、いわゆるヒトカラを好む。友達とカラオケに行っても、別々に部屋を借りてそれぞれヒトカラするという。その他の趣味・特技はダンス、スキューバダイビング。
潘がきっかけで声優を目指したのが知念明希保。
潘のインスタライブで知念が声優としてデビューしたこと、主要キャラでの映画デビューをしたことについて触れていた。

### 母との関係
声優の潘恵子の娘であり、両親の離婚により母子家庭で育った。そのころ、母親の恵子は第一線で活躍していた売れっ子声優であり、母が出演していたテレビアニメ『美少女戦士セーラームーン』を家のテレビで見ていると、台所から恵子の声が聞こえてくるのにテレビからも母親の声が聞こえてくるという環境であったため、その光景は子供心ながらに少々異様な環境だったと感じていたようである。恵子を通して声優という職業を知り憧れもあったが、「母親が声優だから自分もなる、というのは違うんじゃないか」と思い始め、声優になりたいという願望を明かすことは長くできなかった。恵子に内緒で、金を貯めて演劇のワークショップに通っていたこともあったが、恵子を交えての高校の三者面談の席で「日芸（日本大学芸術学部）に行きたい」と発言し、この場で声優、演技の道に進みたいことを明かした。恵子からは反対はされなかったが大賛成でもなかったとのことで「道は自分で切り拓きなさい」との旨のことを言われたという。
その後、アニメ『HUNTER×HUNTER』の第1作目などの作品を見るうち徐々に「母親と関係のない部分でも好きだ」とわかるようになったという。自らが主演となった第2作目のアニメ『HUNTER×HUNTER』ではゴンの母親代わりであるミトを恵子が演じており、母娘共演となった。この親子共演にあたり、恵子から自宅で演技指導を受けるという一幕があったという。
2013年の映画『キャリー』の吹き替えでは、母娘のキャラクターを潘母娘が演じた。めぐみは、かつて恵子がオリジナル版（1976年の映画）で演じたキャリー（クロエ・グレース・モレッツ）の吹き替えを担当し、恵子がキャリーの母親役を担った。
『HUNTER×HUNTER』で共演した永井一郎は恵子と旧知の仲であり、恵子のことについて潘に対し「あなたは、あなた。たとえ何があっても、続けていくように」と激励した。恵子はこの言葉について、「『母親のプレッシャーははねのけなさい!』ということだったのかなあ…。感慨深いものがあります」と語っている。
『HUNTER×HUNTER』の第1話と第2話で共演しており、母・恵子と同じく劇団未来劇場に所属し、母・恵子が声優になるきっかけにもなった内海賢二との出会いは、内海によるとめぐみが誕生する前の母・恵子が妊娠中の時であったという。内海と、その妻の野村道子とは、小さい頃から母・恵子を通じて、幾度となく会っていたという。
『HUNTER×HUNTER』の第1話では、母・恵子との初共演もあり、初めてのことだらけの現場で、船長役の内海、おばあちゃん役の京田尚子といった母・恵子にとっても大先輩である声優たちとも一緒の現場であった。当初はマイクワークもわからず戸惑っていたが、内海が「めぐは、そこに立ってどーんとしてりゃあいい。そこがお前の場所だ。自由にやってみろ」というアドバイスで、心が楽になった。ゴンとしての定位置を築くことでひとまず気持ちを落ち着かせてから、次のステップとして、臨機応変に別のマイクに入り表現することや、自分の思うがまま感じたままに自由に表現して、現場でどうすべきか・どうあるべきかといったことを教わった。
無事に初回のアフレコを終え、現場の皆と食事会に行ったが、その席で内海は『HUNTER×HUNTER（パイロット版）』でも船長役を演じていたことを明かした。めぐみ自身も、当時9歳の時に友人と行こうと母にワガママを言って、『HUNTER×HUNTER（パイロット版）』を見にいっていた。2014年時点では不思議な縁が折り重なり、10年以上の時を経て、好きだった『HUNTER×HUNTER』で、親子二代で共演したことは、「本当に幸せなことだ」と感謝の気持ちでいっぱいになったという。
2014年に放送された『機動戦士ガンダム』の公式パロディアニメ『ガンダムさん』では、恵子がオリジナルで演じていたキャラクターのララァ・スンを演じ、恵子もナレーションで出演する母娘共演作となった。
幼少期には、恵子が出演していた特撮テレビドラマ『燃えろ!!ロボコン』の最終話にカメオ出演している。

## 出演
太字はメインキャラクター。

### テレビアニメ
2011年
- HUNTER×HUNTER（2011年 - 2014年、ゴン＝フリークス、ザザンの侍女、クルック、ポニーテールの女、アナウンス 他）
- デジモンクロスウォーズ 〜時を駆ける少年ハンターたち〜（2011年 - 2012年、洲崎アイル、店員B、野球部員）
- ちはやふる（2011年 - 2020年、女子小学生、白波かるた会 女性会員、花野菫） - 3シリーズ
- クッキンアイドル アイ!マイ!まいん!（島の先生）
- まじっく快斗（2011年 - 2012年、女の子、女子、クラスメイト）
- ポケットモンスター ベストウイッシュ（コハル）

2012年
- おじゃる丸（女の子、花屋）
- 夏目友人帳 肆（蒼井三世子）
- メタルファイト ベイブレード ZEROG（2012年 - 2013年、獅々谷鷹ノ助）
- それいけ!アンパンマン（2012年 - 2023年、かぜまる、ペン子〈3代目〉）
- スマイルプリキュア!（子ども）
- 超訳百人一首 うた恋い。（幼少の行平、源保光の娘）
- アルカナ・ファミリア -La storia della Arcana Famiglia-（パーチェ〈幼少期〉）
- トータル・イクリプス（王壽鳳）
- おしりかじり虫（カプリーヌ、アップル）
- 遊☆戯☆王ZEXAL II（2012年 - 2014年、神代璃緒 / メラグ）
- 超速変形ジャイロゼッター（2012年 - 2013年、七津星〈セイ〉）
- めだかボックス アブノーマル（花熟理桃）
- 好きっていいなよ。（凪の友達）
- ドラえもん（テレビ朝日版第2期）（少年）

2013年
- ビーストサーガ（クマノミ少年、オトヒメ女王）
- ジュエルペット ハッピネス（2013年 - 2014年、月影ちあり、小さな月、メグミーナ）
- とある科学の超電磁砲S（女子生徒）
- NARUTO -ナルト- 疾風伝（2012年 - 2016年、千代姫、うちはオビト〈少年期〉、夕日紅、ヨメ、サヤ）
- ゆゆ式（岡野佳）
- ムシブギョー（蟲奉行）
- 八犬伝―東方八犬異聞―（野驉）
- ふたりはミルキィホームズ（女の子B、生徒A）
- LINE TOWN（レナード）
- ファンタジスタドール（瑠々川みぃな）
- きんいろモザイク（2013年 - 2015年、猪熊空太） - 2シリーズ
- ガイストクラッシャー（2013年 - 2014年、白銀リン、コンピュータ音声）
- 弱虫ペダル（2013年 - 2023年、橘綾） - 5シリーズ
- 凪のあすから（光〈幼少期〉、嘉門葉子）
- リトルバスターズ! 〜Refrain〜（少年謙吾）
- 熱風海陸ブシロード（アメ）

2014年
- ハピネスチャージプリキュア!（2014年 - 2015年、白雪ひめ / キュアプリンセス）
- ノブナガ・ザ・フール（キチョウ）
- ブレイドアンドソウル（モリー）
- ブラック・ブレット（千寿夏世）
- 超爆裂異次元メンコバトル ギガントシューター つかさ（イナズマまもる）
- キャプテン・アース（リン）
- ガンダムさん（ララァさん、友人Bさん）
- BABYGAMBA（ガンバ）
- 蟲師 続章（涌太）
- ばらかもん（新井明彦、アナウンス）
- 残響のテロル（ハイヴ）
- 天体のメソッド（水坂湊太〈幼少期〉）
- ナノ・インベーダーズ（ヒカル）
- 七つの大罪（2014年 - 2018年、フリージア） - 2シリーズ
- 神撃のバハムート（2014年 - 2017年、ジャンヌ・ダルク） - 2シリーズ

2015年
- 蒼穹のファフナー EXODUS（アイシュワリア・フェイン） - 2シリーズ
- ベイビーステップ（マーシャ・オブライアン、池爽児〈幼少期〉）
- 俺物語!!（大和凛子）
- SHOW BY ROCK!!（2015年 - 2016年、ダル太夫、ウチュウラー） - 3シリーズ
- カードファイト!! ヴァンガードG（馬場ハヤト）
- GATE 自衛隊 彼の地にて、斯く戦えり（ペルシア）
- かみさまみならい ヒミツのここたま（2015年 - 2018年 、ラキたま）
- ポケットモンスター XY（キャリー）
- アクエリオンロゴス（天箱舟〈てぃのあ〉）
- 落第騎士の英雄譚（御祓泡沫）
- うしおととら（2015年 - 2016年、引狭霧雄 / キリオ） - 2シリーズ
- 牙狼 -紅蓮ノ月-（雷吼幼少期）

2016年
- ブブキ・ブランキ（万流礼央子） - 2シリーズ
- 機動戦士ガンダム 鉄血のオルフェンズ（ガエリオ・ボードウィン〈幼年時〉）
- 双星の陰陽師（2016年 - 2017年、化野紅緒）
- 機動戦士ガンダムUC RE:0096（オペレーター）
- D.Gray-man HALLOW（アルマ / アルマ細胞）
- Re:ゼロから始める異世界生活（2016年 - 2024年、ヘータロー） - 2シリーズ / 2020年に第1期新編集版が放送
- バーナード嬢曰く。（ヒロインの声）

2017年
- リトルウィッチアカデミア（アッコ / アツコ・カガリ）
- 怪獣娘 〜ウルトラ怪獣擬人化計画〜（2017年 - 2018年、エレキング） - 2シリーズ
- “栄光なき天才たち”からの物語（古橋廣之進〈少年時代〉）
- スナックワールド（チャップ）
- 銀の墓守り（タケシ）
- ゲーマーズ!（雨野景太）
- 女川中バスケ部 5人の夏
- 将国のアルタイル（マルギット）
- 魔法使いの嫁（2017年 - 2018年、セルキー）

2018年
- キリングバイツ（三門陽湖）
- 東京喰種トーキョーグール:re（堀ちえ）
- シュタインズ・ゲート ゼロ（椎名かがり / 少女）
- キャプテン翼（2018年 - 2024年、沢田タケシ、西本ゆかり、マリー） - 2シリーズ
- ブラッククローバー（2018年 - 2020年、カホノ）
- 僕のヒーローアカデミア（2018年 - 2023年、中瓶畳） - 2シリーズ
- 働くお兄さん!の2!（オオカミの子供、タピオの姉〈長女 / 次女〉）
- 名探偵コナン（2018年 - 2024年、水上利香、青島花音）
- 1日外出録ハンチョウ（ざわ…ボイス〈008〉） - 「ハン めぐみ」名義
- 宇宙戦艦ティラミスII（フェイ・キャラウェイ）
- ポチっと発明 ピカちんキット（メモルン）
- ソードアート・オンライン アリシゼーション（2018年 - 2020年、ソルティリーナ・セルルト） - 3シリーズ
- となりの吸血鬼さん（ヴァンパイアハンター）

2019年
- ベイブレードバースト 超ゼツ（幼いファイ、幼いハーツ）
- 賭ケグルイ××（等々喰定楽乃）
- レイトン ミステリー探偵社 〜カトリーのナゾトキファイル〜（ハンナーリ・オットーリ）
- 臨死!!江古田ちゃん（友人M）
- 盾の勇者の成り上がり（2019年 - 2022年、グラス） - 2シリーズ
- パウ・パトロール（2019年 - ケント）
- フルーツバスケット（2019年 - 2021年、草摩紅葉） - 3シリーズ
- ゾイドワイルド（ミツバ）
- クレヨンしんちゃん（2019年 - 2025年、ゆずマン、栗井未唯）
- ONE PIECE（2019年 - 2023年、お玉）
- イナズマイレブン オリオンの刻印（謎の少女 / ユリカ）
- キラキラハッピー★ ひらけ!ここたま（ラキたま）
- かいじゅうステップ ワンダバダ（2019年 - 2020年、ケムちゃん）
- バビロン（2019年 - 2020年、オリバー・J・ウッド）

2020年
- うちタマ?! 〜うちのタマ知りませんか?〜（子どもブル）
- 妖怪学園Y 〜Nとの遭遇〜（2020年 - 2021年、謎の声、失良クエン、風呂具ラム、アースウォーカー、調布アン、アースウォーカーNOA、芦矢ライム、ブラックキャット）
- デジモンアドベンチャー:（2020年 - 2021年、高石タケル）
- BNA ビー・エヌ・エー（ジャッキー）
- もっと!まじめにふまじめ かいけつゾロリ（ジャンヌ）
- 恋とプロデューサー〜EVOL×LOVE〜（少年時代のキラ）
- ぐらぶるっ!（ジャンヌダルク、アレク）

2021年
- バック・アロウ（レン・シン）
- ワールドトリガー（香取葉子）
- ふしぎ駄菓子屋 銭天堂（富永洋介）
- SHOW BY ROCK!! STARS!!（ダル太夫）
- SHAMAN KING（ブルーベル・ブロック）
- 乙女ゲームの破滅フラグしかない悪役令嬢に転生してしまった…X（フレイ・ランドール）
- KICK&SLIDE（UFO）
- メガトン級ムサシ（2021年 - 2023年、早乙女萌々香） - 2シリーズ
- 古見さんは、コミュ症です。（2021年 - 2022年、井中のこ子、根津野ちか） - 2シリーズ
- プラチナエンド（2021年 - 2022年、結糸向）

2022年
- ニンジャラ（2022年 - 2023年、エマ）
- ルパン三世 PART6（アメリア）
- BORUTO-ボルト- NARUTO NEXT GENERATIONS（舟戸青煉）
- ブラック★★ロックシューター DAWN FALL（ストレングス）
- 名探偵コナン ゼロの日常（ハロ、客）
- ダンス・ダンス・ダンスール（潤平〈幼少期〉）
- RWBY 氷雪帝国（ペニー・ポレンディーナ）
- シャドーハウス（アンナ / ナンシー）
- 4人はそれぞれウソをつく（翼）
- ぷにるんず（2022年 - 2025年、あいるん） - 3シリーズ
- ポプテピピック TVアニメーション作品第二シリーズ（ポプ子〈第4話Aパート〉）
- デジモンゴーストゲーム（ウィッチモン）
- 不滅のあなたへ（2022年 - 2025年、トルタ、アオキユーキ） - 2シリーズ

2023年
- もののがたり（岐鼓吹） - 2シリーズ
- クールドジ男子（元晴〈子供〉）
- TRIGUN STAMPEDE（ロロ）
- 神達に拾われた男2（ベック）
- 僕の心のヤバイやつ（2023年 - 2024年、関根萌子） - 2シリーズ
- 【推しの子】（2023年 - 2024年、有馬かな） - 2シリーズ
- スキップとローファー（久留米誠、慧理）
- 贄姫と獣の王（アミト姫）
- はたらく魔王さま!!（イルオーン）
- 魔王学院の不適合者 II 〜史上最強の魔王の始祖、転生して子孫たちの学校へ通う〜（イガレス）
- シャングリラ・フロンティア（2023年 - 2025年、フェアリア） - 2シリーズ
- 鴨乃橋ロンの禁断推理（フィン・フェネック）
- 薬屋のひとりごと（2023年 - 2025年、梅梅、幼い壬氏） - 2シリーズ

2024年
- 貼りまわれ!こいぬ（犬さわぎシェイキン、研修ビデオナレーション） - 2シリーズ
- 青の祓魔師 シリーズ（2024年 - 2025年、藤堂誉） - 2シリーズ
- 外科医エリーゼ（ユリエン・ド・チャイルド）
- 出来損ないと呼ばれた元英雄は、実家から追放されたので好き勝手に生きることにした（ベアトリス）
- 怪獣8号（2024年 - 2025年、カフカ幼少期） - 2シリーズ
- となりの妖怪さん（中川虹）
- しかのこのこのここしたんたん（鹿乃子のこ）
- ラーメン赤猫（佐倉）
- 科学×冒険サバイバル!（2024年 - 2025年、ピピ）
- しまじろうのわお!（シャーベット）

2025年
- 妖怪学校の先生はじめました!（秦中咲鬼）
- マジック・メイカー 〜異世界魔法の作り方〜（シオン）
- ンめねこ（ンめねこ）
- GUILTY GEAR STRIVE: DUAL RULERS（ラムレザル＝ヴァレンタイン）
- 黒執事 -緑の魔女編-（ザーシャ）
- 神統記（テオゴニア）（ニルン）
- Dr.STONE SCIENCE FUTURE（チェルシー・チャイルド）
- クレバテス-魔獣の王と赤子と屍の勇者-（ザフティエ）
- DIGIMON BEATBREAK（ゲッコーモン）

時期未定
- 魔法少女育成計画 restart（キーク）

### 劇場アニメ
2012年
- かっぱのすりばち（かんきち）
- 劇場版イナズマイレブンGO vs ダンボール戦機W（サン）
- 図書館戦争 革命のつばさ（児島清花）

2013年
- 劇場版 あの日見た花の名前を僕達はまだ知らない。（少年A）
- 劇場版 とある魔術の禁書目録 -エンデュミオンの奇蹟-（マリーベート＝ブラックボール）
- 劇場版 HUNTER×HUNTER 緋色の幻影 / The LAST MISSION（ゴン＝フリークス） - 2作品
- 言の葉の庭（佐藤）
- リトルウィッチアカデミア（2013年 - 2015年、アッコ / アツコ・カガリ） - 2作品

2014年
- 映画 ハピネスチャージプリキュア! 人形の国のバレリーナ（白雪ひめ / キュアプリンセス）
- 映画 プリキュアオールスターズNewStage3 永遠のともだち（白雪ひめ / キュアプリンセス）

2015年
- 映画 プリキュアオールスターズ 春のカーニバル♪（白雪ひめ / キュアプリンセス）
- 劇場版 弱虫ペダル（橘綾）
- 攻殻機動隊 新劇場版（クリス）
- スナックワールド（2015年 - 2016年、チャップ） - 2作品

2016年
- 映画 聲の形（川井みき）
- 映画 プリキュアオールスターズ みんなで歌う♪奇跡の魔法!（白雪ひめ / キュアプリンセス）
- 映画 妖怪ウォッチ 空飛ぶクジラとダブル世界の大冒険だニャン!（コアラニャン）
- この世界の片隅に（浦野すみ）

2017年
- 映画 かみさまみならい ヒミツのここたま 奇跡をおこせ♪ テップルとドキドキここたま界（ラキたま）

2018年
- クレヨンしんちゃん 爆盛!カンフーボーイズ〜拉麺大乱〜（タマ・ラン）
- ペンギン・ハイウェイ（ハマモトさん）
- 映画 HUGっと!プリキュア♡ふたりはプリキュア オールスターズメモリーズ（白雪ひめ / キュアプリンセス）

2019年
- ぼくらの7日間戦争（山咲香織）

2020年
- 科学漫画サバイバルシリーズ（2020年 - 2021年、ピピ） - 2シリーズ
- 思い、思われ、ふり、ふられ（山本朱里）

2021年
- 映画 しまじろう しまじろうとそらとぶふね（リリィ）
- サイダーのように言葉が湧き上がる（ビーバー）
- 劇場版 きんいろモザイク Thank You!!（猪熊空太）
- EUREKA/交響詩篇エウレカセブン ハイエボリューション（チャイム）

2022年
- 機動戦士ガンダム ククルス・ドアンの島（セイラ・マス、レツ・コ・ファン）

2023年
- 北極百貨店のコンシェルジュさん（森）

2024年
- ヤマトよ永遠に REBEL3199（サーシャ）

### OVA
2011年
- 機動戦士ガンダムUC（オペレーター）
- ブラック・ジャック FINAL（少女L）

2012年
- 一発必中!!デバンダー（ヒンケール）
- この男子、宇宙人と戦えます。（トール）

2013年
- 一撃殺虫!!ホイホイさん LEGACY（栂村ゆうき） - 単行本1巻のアニメDVD付き特装版
- ナゾトキ姫は名探偵♥（勝野留々奈）
- ちはやふる（花野菫） - コミックス第22巻DVD付き限定版

2014年
- ムシブギョー（2014年 - 2015年、蟲奉行） - 「常住戦陣!!ムシブギョー」単行本第15・17巻OVA付き特別版

2015年
- 機動戦士ガンダム THE ORIGIN（2015年 - 2018年、アルテイシア・ソム・ダイクン / セイラ・マス） - 2019年に再編集作品『THE ORIGIN 前夜 赤い彗星』テレビ放送
- 東京喰種トーキョーグール【PINTO】（掘ちえ）
- きんいろモザイク Pretty Days（猪熊空太）

2017年
- ゆゆ式 OVA「困らせたり、困らされたり」（岡野佳）

2018年
- 怪獣娘（黒）〜ウルトラ怪獣擬人化計画〜（エレキング）

2022年
- フルーツバスケット -prelude-（草摩紅葉）
- ストライク・ザ・ブラッド FINAL（ラードリー・レン）

### Webアニメ
2014年
- ポケットモンスター オメガルビー・アルファサファイア メガスペシャルアニメーション（たんぱんこぞう）

2016年
- 怪獣娘 〜ウルトラ怪獣擬人化計画〜（エレキング）

2017年
- ガンダムビルドファイターズ バトローグ（MC）
- いたずら魔女と眠らない街（木戸あかり）

2018年
- DEVILMAN crybaby（牧村美樹）

2019年
- ファイトリーグ ギア・ガジェット・ジェネレーターズ（アジャスト・レンチ）
- 科学漫画サバイバルシリーズ スペシャル動画（ピピ）
- ULTRAMAN（2019年 - 2023年、北斗星司） - 3シリーズ
- ベイブレードバースト ガチ（2019年 - 2020年、虹龍ドラム）
- ニンジャボックス（ヒロト）
- 少女☆寸劇 オールスタァライト（大月あるる）
- モノのかみさま ここたま（2019年 - 2020年、ラキたま）
- ゼノンザード THE ANIMATION（西園寺紫音）

2020年
- 攻殻機動隊 SAC 2045（2020年 - 2022年、江崎プリン） - 2シリーズ
- ベイブレードバースト スパーキング（2020年 - 2021年、虹龍ドラム）

2021年
- スター・ウォーズ：ビジョンズ「村の花嫁」（ハル）
- 範馬刃牙（鮎川ルミナ）

2022年
- ヴァンパイア・イン・ザ・ガーデン（モモ、アリア）

2023年
- トニカクカワイイ 女子高編（東宮校長）
- ツイヤバ（関根萌子）

2024年
- 崩壊:スターレイル ショートアニメ（繚乱忍俠・乱破）

### ゲーム
2012年
- イナズマイレブンGO ストライカーズ 2013（サン）
- HUNTER×HUNTER ワンダーアドベンチャー（ゴン＝フリークス）
- 魔導学院エスペランサ

2013年
- ガイストクラッシャー（白銀リン）
- 逆転裁判5（希月心音）
- 月英学園 -kou-
- The Last of Us（エリー）
- デジモンアドベンチャー（高石タケル）
- Dragon's Dogma Dark Arisen（セレナ）
- マブラヴ オルタネイティヴ トータル・イクリプス（王壽鳳少尉）
- ムシブギョー（蟲奉行 / 黒揚羽）
- 遊☆戯☆王ゼアル 激突！デュエルカーニバル！（神代璃緒）

2014年
- グランブルーファンタジー（2014年 - 2025年、アレク、ジャンヌダルク、ゴン＝フリークス）
- ジェイスターズ ビクトリーバーサス（ゴン＝フリークス）
- 絶対絶望少女 ダンガンロンパ Another Episode（大門大）
- 戦場のウエディング（奇跡の歌姫ヴァレリア）
- GUILTY GEAR Xrd -SIGN-（ラムレザル＝ヴァレンタイン）
- ハピネスチャージプリキュア! かわルン☆コレクション（白雪ひめ / キュアプリンセス）
- リング☆ドリーム 女子プロレス大戦（キャリア赤城、ストライダー鬼子）

2015年
- ガールフレンド（♪）（直江悠）
- 家電少女（みらの、あいる）
- GUILTY GEAR Xrd -REVELATOR-（ラムレザル＝ヴァレンタイン）
- STEINS;GATE 0（椎名かがり）
- 白猫プロジェクト（ディーネ・オンディーネ 他）
- デジモンストーリー サイバースルゥース（白峰ノキア）
- ドラゴンボール ゼノバース（タイムパトローラー）
- ネットハイ（部下子）
- プリンセスコネクト!（ノウェム / 園上矛衣未）
- 魔界戦記ディスガイア5（マジョリタ）
- LINE ブラウンファーム（レナード）

2016年
- あんさんぶるガールズ!!（月永るか）
- アンチャーテッド 海賊王と最後の秘宝（キャシー・ドレイク）
- エンドライド-X fragments-（ヤマブキ）
- ガールフレンド（仮）（2016年 - 2024年、直江悠）
- 逆転裁判6（希月心音）
- キヲクロスト（上原アスハ）
- 神撃のバハムート（カシム）
- 世界樹の迷宮V 長き神話の果て
- デジモンワールド -next 0rder-（クズハモン）
- ドラゴンクエストヒーローズII 双子の王と予言の終わり（リッカ）
- ドラゴンボール ゼノバース2（タイムパトローラー）
- ドリフトガールズ（秋永若菜）
- NARUTO -ナルト- 疾風伝 ナルティメットストーム4（うちはオビト）
- 百花百狼 〜戦国忍法帖〜（霞）
- ファイナルファンタジーXV（イリス・アミシティア）
- モン娘☆は〜れむ（2016年 - 2017年、エレキング、セレン）
- 妖怪ウォッチ ぷにぷに（2016年 - 2021年、コアラニャン、チャップ、アースウォーカー、アースウォーカーNOA、アースウォーカーNOAアーマード、ブラックキャット、アシュラギルファー）

2017年
- 双星の陰陽師（化野紅緒）
- 魔女と百騎兵2（ミルム / チェルカ）
- GRAVITY DAZE 2 Alternative Side：時の箱舟 - クロウの帰結（テネブリア）
- クイズRPG 魔法使いと黒猫のウィズ（クラン）
- スナックワールド トレジャラーズ（チャップ）
- いただきストリート ドラゴンクエスト&ファイナルファンタジー 30th ANNIVERSARY（リッカ）
- ファンタシースターオンライン2（ハリエット＝リーン＝レイナ＝クエント / シバ / 女性追加ボイス）
- 真・女神転生 DEEP STRANGE JOURNEY（アレックス）
- SHOW BY ROCK!!（ダル太夫）
- スーパーロボット大戦X-Ω（2017年 - 2019年、アツコ・カガリ、大場真来梓）
- ファイナルファンタジーXV オンライン拡張パック：戦友（マジックポット）
- リトルウィッチアカデミア 時の魔法と七不思議（アツコ・カガリ）
- 妖怪ウォッチバスターズ2 秘宝伝説バンバラヤー ソード/マグナム（コアラニャン）
- ドラゴンクエスト ライバルズ（リッカ）

2018年
- ファイナルファンタジーXV ポケットエディション（イリス・アミシティア）
- プリンセスコネクト！Re:Dive（2018年 - 2024年、ムイミ / 園上矛衣未）
- LINE リトルナイツ（レナード）
- 崩壊3rd（シュレーディンガー）
- 名探偵ピカチュウ（マイロ・グリーン）
- プリキュア つながるぱずるん（白雪ひめ / キュアプリンセス）
- ファンタジーライフ オンライン
- 世界樹の迷宮X（エンリーカ）
- ブラッククローバー グリモワールバトル（カホノ）
- きららファンタジア（岡野佳）
- ブレイドスマッシュ（かんな）
- 交響性ミリオンアーサー（アーサー〈女〉）
- 少女☆歌劇 レヴュースタァライト -Re LIVE-（大月あるる）
- 三国BASSA!!（董卓）
- ORDINAL STRATA -オーディナル ストラータ-（スイ）
- プレカトゥスの天秤（ミーシャ・クロフ）
- 竹書房クエスト〜強襲ポプテピピック〜（ポプ子）
- ドラガリアロスト（ジャンヌダルク）

2019年
- アナザーエデン 時空を超える猫（キキョウ）
- エースコンバット7 スカイズ・アンノウン（ローザ・コゼット・ド・エルーゼ）
- ゴシックは魔法乙女〜さっさと契約しなさい!〜（エレキング）
- JUMP FORCE（ゴン＝フリークス）
- LINE ブラウンストーリーズ（レナード）
- Fate/Grand Order（2019年 - 2023年、キングプロテア）
- トリカゴ スクラップマーチ（オペレッタ）
- ガーディアン・プロジェクト（ハーディ）
- THE KING OF FIGHTERS ALLSTAR（2019年 - 2021年、プリティー・社、ラムレザル＝ヴァレンタイン）
- スーパーロボット大戦DD（2019年 - 2024年、上牧早希実）
- クロス×ロゴス（ココ）
- ニンジャボックス（ヒロト）

2020年
- SHOW BY ROCK!! Fes A Live（ダル太夫）
- ULTRAMAN:BE ULTRA（北斗星司）
- ソードアート・オンライン アリシゼーション リコリス（ソルティリーナ・セルルト）
- エヴァンゲリオン バトルフィールズ（涼波コトネ）
- モンスターストライク（2020年 - 2024年、アミダ、セイラ・マス、有馬かな）
- The Last of Us Part II（エリー）
- 妖怪学園Y 〜ワイワイ学園生活〜（アースウォーカー、失良クエン、風呂具ラム）
- キャプテン翼 RISE OF NEW CHAMPIONS（沢田タケシ）
- ファイナルギア -重装戦姫-（α-16）
- リトルウィッチアカデミア VR ほうき星に願いを（アッコ・カガリ）

2021年
- 共闘ことばRPG コトダマン（2021年 - 2024年、ゴン＝フリークス、高石タケル、有馬かな、ツルギ）
- Re:ゼロから始める異世界生活 偽りの王選候補（ヘータロー・パールバトン）
- CARAVAN STORIES（2021年 - 2023年、グラス、有馬かな）
- 縁がわ男子とけものたん（虎）
- DCスーパーヒーローガールズ ティーンパワー（スーパーガール / カーラ・ダンバース）
- GUILTY GEAR -STRIVE-（2021年 - 2024年、ラムレザル＝ヴァレンタイン、シャロン）
- テイルズ オブ ザ レイズ（ラムレザル＝ヴァレンタイン）
- WAR OF THE VISIONS ファイナルファンタジー ブレイブエクスヴィアス 幻影戦争（レイシェス）
- LOST JUDGMENT 裁かれざる記憶（糸倉古都子）
- メガトン級ムサシ（早乙女萌々香）
- アーテリーギア -機動戦姫-（ディーン、ゼロヨン）
- スーパーロボット大戦30（北斗星司 / ACE） - DLC追加キャラクター

2022年
- プリコネ！グランドマスターズ（ムイミ）
- 遊戯王 デュエルリンクス（神代璃緒）
- 機動戦士ガンダム アーセナルベース（セイラ・マス）
- ゼノブレイド3（ユーニ、オキニー）

2023年
- モンスターユニバース（キルシェ）
- ファイナルファンタジーXVI（ジル・ワーリック）
- 逆転オセロニア（有馬かな）
- アイドルマスター シャイニーカラーズ（2023年 - 2024年、有馬かな）
- アーマード・コアVI ファイアーズオブルビコン（オールマインド）
- こんにちワン！ヒーロー（九尾ワン）
- マブラヴ：ディメンションズ（江崎プリン）
- メメントモリ（フェーネ）

2024年
- 勝利の女神:NIKKE（キロ）
- アズールレーン（バヤール）
- モンソニ！（2024年 - 2025年、アミダ）
- 崩壊:スターレイル（乱破）

2025年
- ポコロンダンジョンズ（有馬かな）
- ぷよぷよ!!クエスト（有馬かな）
- HUNTER×HUNTER NEN×IMPACT（ゴン）
- 牧場物語 Let's!風のグランドバザール（カゲツ）

### ドラマCD
- 首の姫と首なし騎士（2012年、シャーロット[310]）
- ルイの魔裁判2（2012年、マイティー）
- 逆転裁判5 〜逆転のアニマルサーカス!?〜（2013年、希月心音）
- 紅茶王子（2015年、吉岡奈子）※第4巻ドラマCD付初回限定版[311]
- 猫と私の金曜日（2015年、ミケ〈少年時代〉）※単行本第8巻ドラマCD同梱版[312]
- 逆転裁判6 オリジナルドラマCD 日本編「逆転の法廷研修〜教えて! 御剣先生!〜」（2016年、希月心音）

### 吹き替え

#### 担当女優
キアシー・クレモンズ
- フラットライナーズ（2018年、ソフィア）
- DCエクステンデッド・ユニバース（2021年 - 2023年、アイリス・ウェスト）
  - ジャスティス・リーグ:ザック・スナイダーカット
  - ザ・フラッシュ

クロエ・グレース・モレッツ
- モールス（2012年、アビー）
- キャリー（2013年、キャリー・ホワイト）
- イコライザー（2015年、テリー / アリーナ）
- ダーク・プレイス（2017年、ディオンドラ）

シドニー・スウィーニー
- マダム・ウェブ（2024年、ジュリア・コーンウォール）
- 恋するプリテンダー（2024年、ビー）
- エコー・バレー（2025年、クレア・ギャレット）

#### 映画
2011年
- ハリー・ポッターと死の秘宝 PART2（女子生徒）

2013年
- 鑑定士と顔のない依頼人

2014年
- ウォーム・ボディーズ（ジュリー〈テリーサ・パーマー〉）
- 死霊館（シンディ・ペロン〈マッケンジー・フォイ〉）
- プールサイド・デイズ（ピーター〈リヴァー・アレクサンダー〉）
- マライアと失われた秘宝の謎（サーシャ〈メラ・キャメロン〉）

2015年
- ポルターガイスト（ケンドラ・ボーウェン〈サクソン・シャービノ〉）
- マッドマックス 怒りのデス・ロード（フラジール〈コートニー・イートン〉）※劇場公開版
- ミュータント・タートルズ（テイラー〈アビー・エリオット〉）

2016年
- インデペンデンス・デイ: リサージェンス（サム〈ジョーイ・キング〉）
- ポセイドン・アドベンチャー（スーザン・シェルビー〈パメラ・スー・マーティン〉）※BS-TBS版
- メイズ・ランナー2: 砂漠の迷宮（ブレンダ〈ローサ・サラザール〉）
- ライト/オフ（レベッカ〈テリーサ・パーマー〉）

2017年
- キミとボクの距離（タルサ〈ブリット・ロバートソン〉）
- ネオン・デーモン（ジェシー〈エル・ファニング〉）
- モーガン プロトタイプ L-9（モーガン〈アニャ・テイラー＝ジョイ〉）

2018年
- インフィニティ -覚醒-（アレックス〈ステファニー・スコット〉）
- ジオストーム（ハンナ〈タリタ・ベイトマン〉）
- マーティン/呪われた吸血少年（クリスティーン〈クリスティーン・フォレスト〉）
- メイズ・ランナー: 最期の迷宮（ブレンダ〈ローサ・サラザール〉）

2019年
- フライトナイト（エイミー・ピーターソン〈アマンダ・ピアース〉）※UHD BD版

2020年
- ライブリポート（エイヴァ・ブルックス〈コートニー・イートン〉）

2022年
- ナイル殺人事件（ルイーズ〈ローズ・レスリー〉）
- FALL/フォール（ハンター〈ヴァージニア・ガードナー〉）
- ラストナイト・イン・ソーホー（エロイーズ〈トーマシン・マッケンジー〉）
- ロザライン（ロザライン〈ケイトリン・デヴァー〉）

2023年
- 聖闘士星矢 The Beginning（シエナ〈マディソン・アイズマン〉）
- ダーク・ハーヴェスト（ケリー〈エミリー・クラッチフィールド〉）
- ワイルド・スピード/ファイヤーブースト（イサベル〈ダニエラ・メルシオール〉）

2024年
- イノセンツ（アナ〈アルヴァ・ブリンスモ・ラームスタ〉）

2025年
- キャプテン・アメリカ:ブレイブ・ニュー・ワールド（ルース・バット＝セラフ〈シラ・ハース〉）
- アパートの鍵貸します（フラン〈シャーリー・マクレーン〉）※BS10スターチャンネル版

#### ドラマ
2011年
- ナース・ジャッキー3 #8

2012年
- シークレット・サークル（キャシー・ブレイク〈ブリット・ロバートソン〉）
- 続ハリーズ・ロー 裏通り法律事務所（ジェシカ・ドナー）
- ロマンスが必要

2013年
- ワンス・アポン・ア・タイム シーズン1 #19（少女）

2015年
- ハンク ‐ちょっと特別なボクの日常‐（ゾーイ）

2017年
- リーサル・ウェポン シーズン1 #8（イーサン・マクファデン〈テオ・ブリオネス〉）
- レギオン（シドニー・バレット〈レイチェル・ケラー〉）

2018年
- FAMOUS IN LOVE（カサンドラ・“キャシー”・パーキンス〈ジョージー・フローレス〉）

2019年
- ヤング・シェルドン（シェルドン・クーパー〈イアン・アーミテージ〉）
- ロック・アップ/スペイン 女子刑務所（リソス〈ベルタ・バスケス〉）

2020年
- 愛の不時着（ソ・ダン〈ソ・ジヘ〉）

2021年
- ドゥーム・パトロール（クレイジー・ジェーン〈ダイアン・ゲレーロ〉）

2022年
- ステージド3 俺たちの舞台、もうおしまい!?（リリー・シーン〈リリー・シーン〉）
- ムーンナイト（タウエレト）
- NCIS: ハワイ（ルーシー・タラ〈ヤスミン・アル＝ブスタミ〉）
- ファーストレディ（スーザン・エリザベス・フォード〈ダコタ・ファニング〉）
- ウィロー（ダヴ〈エリー・バンバー〉）

2023年
- THE LAST OF US（エリー〈ベラ・ラムジー〉）

2024年
- ファンタスティック5 情熱のパラアスリート（ラウラ〈キアラ・ボルディ〉）

#### アニメ
2011年
- マウスハウス（ケビン）

2013年
- マイリトルポニー〜トモダチは魔法〜（チアリー先生）

2014年
- ナノインベーダーズ（ヒカル）
- メアリーと秘密の王国（マリーゴールド）

2015年
- 天才犬ピーボ博士のタイムトラベル
- マイリトルポニー: エクエストリア・ガールズ（チアリー先生）
- マイリトルポニー・ガールズ: 虹の冒険（ソナタ・ポロメア）
- RWBY（ヴェルヴェット・スカーラティーナ、ペニー・ポレンディーナ）

2016年
- サンダーバード ARE GO（エイデン・ウィリアムズ）

2018年
- 映画マイリトルポニー プリンセスの大冒険（プリンセス・スカイスター）
- パワーパフガールズ（第2作）（ブリス）
- ボス・ベイビー: ビジネスは赤ちゃんにおまかせ!（ティム）

2019年
- パウ・パトロール（ケント）
- シザー・セブン（コーラ）

2020年
- DCスーパーヒーロー・ガールズ（カーラ / スーパーガール）
- パンダのシズカ（マイケル）
- しろくまノーム ニューヨークへ（オリンピア）
- レゴ モンキーキッド（レッドサン）

2021年
- バイオハザード: インフィニット ダークネス（シェンメイ）
- パウ・パトロール ザ・ムービー（ケント）
- クルードさんちのあたらしい冒険（ドーン）

2023年
- スター・ウォーズ:ヤング・ジェダイ・アドベンチャー（ジア）
- スーパーナチュラル・アカデミー（ミーシャ）
- パウ・パトロール ザ・マイティ・ムービー（ケント）

2024年
- おさるのジョージ（ドリッピー）
- 百妖譜（少女、蜉蝣）

2025年
- この恋で鼻血を止めて（モカ）

### 特撮
- 燃えろ!!ロボコン（2000年）[37]
- スーパー戦隊シリーズ
  - 手裏剣戦隊ニンニンジャー（2015年 - 2016年、十六夜九衛門 / 牙鬼久右衛門新月の声[349][350]、十六夜九衛門の少年時代〈演：竹場龍生〉の声の吹き替え） - テレビシリーズ+3作品[一覧 31]
  - 帰ってきた手裏剣戦隊ニンニンジャー ニンニンガールズVSボーイズ FINAL WARS（2016年、九重ルナ / ミドニンジャー）
  - 機界戦隊ゼンカイジャー THE MOVIE 赤い戦い! オール戦隊大集会!!（2021年、十六夜九衛門の声[351]）
- ウルトラシリーズ
  - ウルトラマンジード（2017年 - 2018年、ペガッサ星人ペガの声[352][353]） - テレビシリーズ+劇場版
  - ウルトラマン ニュージェネレーションクロニクル（2019年、ペガッサ星人ペガの声[354]）
  - ウルトラマンZ（2020年、ペガッサ星人ペガの声）
  - ウルトラギャラクシーファイト（2020年 - 2022年、ウルトラマンジャスティス、ソラの声[355][356]） - 2シリーズ[一覧 32]
  - ウルトラマン クロニクルD（2022年、ペガッサ星人ペガの声）
  - ウルトラマンレグロス ファーストミッション（2023年、ソラの声[357]）
  - ウルトラマンオメガ（2025年、佐那河内レミの声[358][121]）

### デジタルコミック
- ULTRAMAN（2016年、北斗星司[359]）
- 思い、思われ、ふり、ふられ（2020年、山本朱里[360]）
- 狂四郎2030（2023年、狂四郎〈九歳〉[361]）
- アイスヘッドギル（2023年、メラ[362]）

### パチンコ
- P SHOW BY ROCK!!（2019年、ダル太夫）

### ラジオ
※はインターネット配信。
- 潘めぐみ・伊瀬茉莉也の HUNTER×HUNTER HUNTER STUDIO（2011年 - 2012年、文化放送、超!A&G+※、HiBiKi Radio Station※）
- 潘めぐみ・伊瀬茉莉也の HUNTER×HUNTER HUNTER STUDIO☆（ひとつぼし）（2012年、文化放送、超!A&G+※ / 2012年 - 2013年、HiBiKi Radio Station※）
- オールナイトニッポンGOLD 機動戦士ガンダム スペシャル（2015年、ニッポン放送）[363]
- 双星の陰陽師ラジオ〜ろくろ・紅緒の一つ屋根の下〜（2016年 - 2017年、HiBiKi Radio Station※）[364]
- 種﨑敦美と潘めぐみの番組名も募集します!（2016年 - 2018年、HiBiKi Radio Station※）
- 魔女と百騎兵2×日本一RADIO（2016年 - 2017年、HiBiKi Radio Station※）

### ラジオドラマ
- 帰りたいサラリーマン（2024年8月24日 - 10月12日、RKBラジオ） - シゲル 役[365]）

### テレビドラマ
- Cafe吉祥寺で（2008年） - お客様 役
- ゴーストタウンの花（2009年）
- オトメン（乙男）〜夏〜（2009年） - 潘めぐみ 役
- オトメン（乙男）〜秋〜（2009年） - 潘めぐみ 役
- 交渉人〜THE NEGOTIATOR〜 第2シリーズ（2009年）
- ゲゲゲの女房（2010年） - 順子 役
- 法医学教室の事件ファイル30（2010年）
- ハイレグパンダ（2013年）[366]

### 実写映画
- 櫻の園（2008年） - 和田遙 / フィーズ 役
- すべては海になる（2010年） - あい 役
- ハケンアニメ!（2022年）※顔出し出演
  - 劇中アニメ『サウンドバック 奏の石』（タカヤ）

### 舞台
- 劇団グワイニャオン『番外 池田屋・裏』（2009年） - 近藤周平 役
- 劇団空間ゼリー本公演『今がいつかになる前に…』（2010年）
- 『苦情★真に受けTV』（2012年）
- 舞台版 残響のテロル（2016年3月2日 - 6日、Zeppブルーシアター六本木） - ハイヴ 役

### 玩具
- 手裏剣戦隊ニンニンジャー 妖術発動 十六夜九衛門の小槌（五トン妖シュリケン十六夜九衛門Ver.付属）（2015年11月）
- 手裏剣戦隊ニンニンジャー ガシャドクロ妖シュリケン（2015年12月）
- ウルトラマンジード ウルトラレプリカ ジードライザー（2024年10月）

### その他コンテンツ
- iPad 知育アプリ
  - 『おもさくらべ』
  - 『かずをえらぼう』
- 放課後カタストロフィ オリジナルオーディオドラマ（恐怖の大王[367]）
- 浪川大輔とアニメサポヲタ倶楽部ww（NOTTV、2015年11月12日）サブMC[368]
- スナックワールド プレゼンツ「チャップのよくわかる大冒険日記!」（チャップの声）
- 東京ディズニーシー（ステラ・ルー）
- ギャラクシーレスキューフォース ボイスドラマ（2021年、ソラ[369]）
- アイダ設計TVCM「アニメ・アイ」篇（2021年、アイ[370]）
- チンプイ エリさまのグッドラック（2025年、春日エリ）[371]
- ちはやふる-めぐり-（2025年、予告・スポットナレーション）[372]
- ウルトラマンオメガ Blu-rayBOX 発売告知CM（2025年、佐那河内レミの声）

## ディスコグラフィ

### キャラクターソング
| 発売日   | 商品名                                                                                  | 歌 | 楽曲 | 備考                                                                       |
| 2012年   | 2012年                                                                                  | 2012年 | 2012年 | 2012年                                                                     |
| -------- | --------------------------------------------------------------------------------------- | --- | --- | -------------------------------------------------------------------------- |
| 3月7日   | HUNTER×HUNTER キャラクター・ソング集1                                                   | ゴン＝フリークス（潘めぐみ） | 「グーグーグー！」                                                                                            | テレビアニメ『HUNTER×HUNTER』関連曲                                        |
| 8月22日  | HUNTER×HUNTER キャラクター・ソング集〜天空闘技場編〜                                    | ゴン＝フリークス（潘めぐみ）、ヒソカ（浪川大輔） | 「本気VS狂気」                                                                                                | テレビアニメ『HUNTER×HUNTER』関連曲                                        |
| 9月26日  | HUNTER×HUNTER キャラクター・ソング集〜幻影旅団編〜                                      | ゴン＝フリークス（潘めぐみ） | 「departure!」                                                                                                | テレビアニメ『HUNTER×HUNTER』関連曲                                        |
| 2013年   |                                                                                         | | |                                                                            |
| 7月17日  | TVアニメ「ゆゆ式」キャラクターソングアルバム いちげんめ!                                | 相川千穂（茅野愛衣）、岡野佳（潘めぐみ）、長谷川ふみ（清水茉菜） | 「トキドキまにまに」                                                                                          | テレビアニメ『ゆゆ式』関連曲                                               |
| 7月17日  | TVアニメ「ゆゆ式」キャラクターソングアルバム いちげんめ!                                | 岡野佳（潘めぐみ） | 「おやすみの街」 「そういうくらいの。」 「君の名前はギリの人」                                                | テレビアニメ『ゆゆ式』関連曲                                               |
| 7月17日  | TVアニメ「ゆゆ式」キャラクターソングアルバム いちげんめ!                                | 相川千穂（茅野愛衣）、岡野佳（潘めぐみ） | 「いーあるふぁんくらぶ」                                                                                      | テレビアニメ『ゆゆ式』関連曲                                               |
| 9月18日  | TVアニメ『弱虫ペダル』キャラクターソングCD VOL.2                                        | 橘綾（潘めぐみ） | 「道しるべ」                                                                                                  | テレビアニメ『弱虫ペダル』関連曲                                           |
| 9月18日  | TVアニメ『弱虫ペダル』キャラクターソングCD VOL.2                                        | 寒咲幹（諏訪彩花）、橘綾（潘めぐみ） | 「エール!!」                                                                                                  | テレビアニメ『弱虫ペダル』関連曲                                           |
| 12月25日 | 表裏一体【HUNTER×HUNTER Ver.】完全生産限定盤                                            | ゴン＝フリークス（潘めぐみ）、キルア＝ゾルディック（伊瀬茉莉也）、クロロ＝ルシルフル（宮野真守）、ヒソカ（浪川大輔）                                                                      | 「約束の唄」                                                                                                  | テレビアニメ『HUNTER×HUNTER』関連曲                                        |
| 2014年   |                                                                                         | | |                                                                            |
| 7月23日  | ハピネスチャージプリキュア！ ボーカルアルバム1 〜Hello!ハピネスフレンズ！〜             | キュアプリンセス（潘めぐみ） | 「New arrival」                                                                                               | テレビアニメ『ハピネスチャージプリキュア！』関連曲                         |
| 7月23日  | ハピネスチャージプリキュア！ ボーカルアルバム1 〜Hello!ハピネスフレンズ！〜             | ハピネスチャージプリキュア！ | 「幸せの合い言葉 〜Yes!ハピネスチャージ！〜」                                                                 | テレビアニメ『ハピネスチャージプリキュア！』関連曲                         |
| 10月8日  | 勇気が生まれる場所                                                                      | キュアラブリー（中島愛）、キュアプリンセス（潘めぐみ）、キュアハニー（北川里奈）、キュアフォーチュン（戸松遥）                                                                            | 「勇気が生まれる場所」                                                                                        | 劇場アニメ『映画 ハピネスチャージプリキュア！ 人形の国のバレリーナ』挿入歌 |
| 11月19日 | ハピネスチャージプリキュア！ ボーカルアルバム2 シャイニング☆ハピネスパーティ            | 白雪ひめ（潘めぐみ） | 「プリンセス・ストーリー」                                                                                    | テレビアニメ『ハピネスチャージプリキュア！』関連曲                         |
| 11月19日 | ハピネスチャージプリキュア！ ボーカルアルバム2 シャイニング☆ハピネスパーティ            | キュアプリンセス（潘めぐみ）、キュアフォーチュン（戸松遥） | 「I believe. We believe.」                                                                                    | テレビアニメ『ハピネスチャージプリキュア！』関連曲                         |
| 11月19日 | ハピネスチャージプリキュア！ ボーカルアルバム2 シャイニング☆ハピネスパーティ            | キュアラブリー（中島愛）、キュアプリンセス（潘めぐみ）、キュアハニー（北川里奈）、キュアフォーチュン（戸松遥）                                                                            | 「イノセントハーモニー」                                                                                      | テレビアニメ『ハピネスチャージプリキュア！』挿入歌                         |
| 2015年   |                                                                                         | | |                                                                            |
| 3月11日  | イマココカラ                                                                            | プリキュアオールスターズ | 「イマココカラ」                                                                                              | 劇場アニメ『映画 プリキュアオールスターズ 春のカーニバル♪』挿入歌          |
| 4月29日  | 旅路宵酔ゐ夢花火                                                                        | 徒然なる操り霧幻庵 | 「旅路宵酔ゐ夢花火」                                                                                          | テレビアニメ『SHOW BY ROCK!!』挿入歌                                       |
| 4月29日  | 旅路宵酔ゐ夢花火                                                                        | 徒然なる操り霧幻庵 | 「時は短し歌えや乙女たち」                                                                                    | テレビアニメ『SHOW BY ROCK!!』関連曲                                       |
| 9月30日  | 手裏剣戦隊ニンニンジャー キャラクターアルバム アッパレ！ 歌とニンニントークの巻         | 十六夜九衛門（潘めぐみ） | 「闇夜ノ月」                                                                                                  | 特撮ドラマ『手裏剣戦隊ニンニンジャー』関連曲                               |
| 11月11日 | ころころここたま！/ここんぽいぽいここったま！                                           | メロリーとここたまファイブ | 「ここんぽいぽいここったま！」                                                                                | テレビアニメ『かみさまみならい ヒミツのここたま』エンディングテーマ        |
| 2016年   |                                                                                         | | |                                                                            |
| 3月2日   | The Sound of STEINS;GATE 魂                                                             | 椎名かがり（潘めぐみ） | 「星の奏でる歌」                                                                                              | ゲーム『STEINS;GATE 0』挿入歌                                              |
| 4月20日  | 流離〜SASURAI〜                                                                         | 徒然なる操り霧幻庵 | 「流離〜SASURAI〜」 「儚い恋心」                                                                              | テレビアニメ『SHOW BY ROCK!!』関連曲                                       |
| 5月18日  | 「うしおととら」キャラクターソングス                                                    | キリオ（潘めぐみ） | 「生きる証」                                                                                                  | テレビアニメ『うしおととら』関連曲                                         |
| 6月22日  | こころだいすきここったま！                                                              | 四葉こころ（本渡楓）、ラキたま（潘めぐみ） | 「こころだいすきここったま！」                                                                                | テレビアニメ『かみさまみならい ヒミツのここたま』エンディングテーマ        |
| 11月16日 | 十六夜ゐ雪洞唄                                                                          | 徒然なる操り霧幻庵 | 「十六夜ゐ雪洞唄」                                                                                            | テレビアニメ『SHOW BY ROCK!!#』挿入歌                                      |
| 11月16日 | 十六夜ゐ雪洞唄                                                                          | 徒然なる操り霧幻庵 | 「幻想よ咲け」                                                                                                | テレビアニメ『SHOW BY ROCK!!#』関連曲                                      |
| 11月30日 | 玲瓏たる純潔は『紅炎』の傀儡を疾らせ、暁天に燦めく証を刻む。                            | 万流礼央子（潘めぐみ） | 「玲瓏たる純潔は『紅炎』の傀儡を疾らせ、暁天に燦めく証を刻む。」                                              | テレビアニメ『ブブキ・ブランキ 星の巨人』オープニングテーマ                |
| 11月30日 | 玲瓏たる純潔は『紅炎』の傀儡を疾らせ、暁天に燦めく証を刻む。                            | 万流礼央子（潘めぐみ） | 「夢魔を『操』り煉獄の夜を駆る熱狂。その陶酔が時の幽閉を破る。」                                              | テレビアニメ『ブブキ・ブランキ 星の巨人』関連曲                            |
| 12月21日 | れっつめいく☆あんさんぶる!                                                              | 曽根セイラ（清水理沙）、黒森すず（小松未可子）、月永るか（潘めぐみ）、藤猪しずく（金元寿子）                                                                                              | 「聖ナルカナ、黒キ月ノ雫」                                                                                    | ゲーム『あんさんぶるガールズ!!』関連曲                                     |
| 2017年   |                                                                                         | | |                                                                            |
| 1月18日  | TVアニメ『SHOW BY ROCK!!』OST Plus 2                                                    | プラズマジカ、シンガンクリムゾンズ［クロウ（谷山紀章）］、トライクロニカ［シュウ☆ゾー（宮野真守）］、クリティクリスタ［ロージア（日高里菜）］、徒然なる操り霧幻庵［ダル太夫（潘めぐみ）］ | 「My Resolution〜未来への絆〜（TV Special edit.）」                                                           | テレビアニメ『SHOW BY ROCK!!#』挿入歌                                      |
| 3月24日  | OVA「ゆゆ式」キャラクターソングアルバム                                                 | 岡野佳（潘めぐみ） | 「たそがれエンドロール」                                                                                      | OVA『ゆゆ式』関連曲                                                        |
| 4月26日  | ここたまハッピ〜パラダイス！/うたおう♪ここったまーち！                                  | ERIKA / コーラス：ここたま9 | 「ここたまハッピ〜パラダイス！」                                                                              | テレビアニメ『かみさまみならい ヒミツのここたま』オープニングテーマ        |
| 4月26日  | ここたまハッピ〜パラダイス！/うたおう♪ここったまーち！                                  | 四葉こころ（本渡楓） with ここたま9+ライチ | 「うたおう♪ここったまーち！」                                                                                 | テレビアニメ『かみさまみならい ヒミツのここたま』エンディングテーマ        |
| 12月27日 | ウルトラマンジード キャラクターソング ペガ おうえんだん1号 / GEEDの証〜ペガバージョン〜 | ペガ（潘めぐみ） | 「おうえんだん1号」 「GEEDの証」                                                                              | 特撮ドラマ『ウルトラマンジード』関連曲                                     |
| 2018年   |                                                                                         | | |                                                                            |
| 4月25日  | ころころここたま！〜なかなかなかよしバージョン〜/いこうよ!ここたま界!!                  | 四葉こころ（本渡楓）、ラキたま（潘めぐみ） | 「ころころここたま！〜なかなかなかよしバージョン〜」                                                          | テレビアニメ『かみさまみならい ヒミツのここたま』オープニングテーマ        |
| 4月25日  | ころころここたま！〜なかなかなかよしバージョン〜/いこうよ!ここたま界!!                  | ラキたま（潘めぐみ）、メロリー（豊崎愛生）、カンナ（藤田咲） | 「いこうよ！ここたま界!!」                                                                                    | テレビアニメ『かみさまみならい ヒミツのここたま』エンディングテーマ        |
| 9月19日  | シュタインズ・ゲートゼロ オリジナルサウンドトラック                                     | 椎名まゆり（花澤香菜）、椎名かがり（潘めぐみ） | 「星の奏でる歌」                                                                                              | テレビアニメ『シュタインズ・ゲート ゼロ』挿入歌                            |
| 9月26日  | ブラッククローバー ミュージックコレクションvol.2                                        | カホノ（潘めぐみ） | 「four」 | テレビアニメ『ブラッククローバー』エンディングテーマ                       |
| 2019年   |                                                                                         | | |                                                                            |
| 3月27日  | ソードアート・オンライン アリシゼーション BD・DVD第3巻特典CD                            | ソルティリーナ（潘めぐみ）、ロニエ（近藤玲奈）、ティーゼ（石原夏織） | 「Cherishing the memory」                                                                                     | テレビアニメ『ソードアート・オンライン アリシゼーション』関連曲            |
| 6月26日  | ショウタイム フロンティア！                                                             | フロンティア芸術学校 | 「ショウタイム フロンティア！」 「ディスカバリー！」                                                          | ゲーム『少女☆歌劇 レヴュースタァライト -Re LIVE-』関連曲                   |
| 6月26日  | ショウタイム フロンティア！                                                             | 大月あるる（潘めぐみ）、叶美空（竹達彩奈） | 「キミも私もアリス」                                                                                          | ゲーム『少女☆歌劇 レヴュースタァライト -Re LIVE-』関連曲                   |
| 10月16日 | 少女☆歌劇 レヴュースタァライト レヴューアルバム ラ・レヴュー・エターナル                | 露崎まひる（岩田陽葵）、音無いちえ（和氣あず未）、大月あるる（潘めぐみ）、叶美空（竹達彩奈）                                                                                              | 「1等星のプロキオン」                                                                                         | ゲーム『少女☆歌劇 レヴュースタァライト -Re LIVE-』関連曲                   |
| 2020年   |                                                                                         | | |                                                                            |
| 9月23日  | イニシャル                                                                              | 愛城華恋（小山百代）、神楽ひかり（三森すずこ）、雪代晶（野本ほたる）、大月あるる（潘めぐみ）、巴珠緒（楠木ともり）                                                                        | 「イニシャル」                                                                                                | ゲーム『少女☆歌劇 レヴュースタァライト -Re LIVE-』関連曲                   |
| 2021年   |                                                                                         | | |                                                                            |
| 1月27日  | PHANTASY STAR ONLINE 2 キャラクターソングCD〜Song Festival〜VI                          | ハリエット（潘めぐみ） | 「Prologue to the future」                                                                                    | ゲーム『ファンタシースターオンライン2』関連曲                              |
| 1月27日  | PHANTASY STAR ONLINE 2 キャラクターソングCD〜Song Festival〜VI                          | ハリエット（潘めぐみ）、リサ（花澤香菜） | 「心ふたつ」                                                                                                  | ゲーム『ファンタシースターオンライン2』関連曲                              |
| 1月27日  | PHANTASY STAR ONLINE 2 キャラクターソングCD〜Song Festival〜VI 豪華盤                   | シバ（潘めぐみ） | 「Epilogue of Darkness」                                                                                      | ゲーム『ファンタシースターオンライン2』関連曲                              |
| 2月24日  | プリンセスコネクト！Re:Dive PRICONNE CHARACTER SONG 20                                  | ムイミ（潘めぐみ）、ネネカ（井口裕香） | 「Brand New Sunrise」                                                                                         | ゲーム『プリンセスコネクト！Re:Dive』挿入歌                                |
| 2月24日  | プリンセスコネクト！Re:Dive PRICONNE CHARACTER SONG 20                                  | ムイミ（潘めぐみ） | 「Brand New Sunrise」                                                                                         | ゲーム『プリンセスコネクト！Re:Dive』挿入歌                                |
| 4月7日   | TVアニメ「SHOW BY ROCK!! STARS!!」挿入歌ミニアルバム Vol.2                              | 徒然なる操り霧幻庵 | 「乙女陽炎」                                                                                                  | テレビアニメ『SHOW BY ROCK!! STARS!!』挿入歌                               |
| 2022年   |                                                                                         | | |                                                                            |
| 9月21日  | レヴューアルバム アルカナ・アルカディア                                                 | 鶴姫やちよ（工藤晴香）、天堂真矢（富田麻帆）、大月あるる（潘めぐみ）、愛城華恋（小山百代）                                                                                                | 「星の少女、月に少女」                                                                                        | ゲーム『少女☆歌劇 レヴュースタァライト -Re LIVE-』関連曲                   |
| 11月30日 | For 4 Forever                                                                           | リッカ（田中ちえ美）、千代（村上奈津実）、関根（佐倉綾音）、翼（潘めぐみ） | 「For 4 Forever」                                                                                             | テレビアニメ『4人はそれぞれウソをつく』エンディングテーマ                  |
| 2023年   |                                                                                         | | |                                                                            |
| 3月29日  | プリンセスコネクト！Re:Dive PRICONNE CHARACTER SONG 32                                  | ムイミ（潘めぐみ） | 「ネバールーズアゲイン」                                                                                      | ゲーム『プリンセスコネクト！Re:Dive』挿入歌                                |
| 7月5日   | 【推しの子】 キャラクターソングCD Vol.2                                                 | B小町 | 「START☆T☆RAIN -New Arrange Ver.-」 「サインはB -New Arrange Ver.-」                                          | テレビアニメ『【推しの子】』挿入歌                                         |
| 7月5日   | 【推しの子】 キャラクターソングCD Vol.2                                                 | B小町 | 「HEART's♡KISS -New Arrange Ver.-」                                                                           | テレビアニメ『【推しの子】』関連曲                                         |
| 7月5日   | 【推しの子】 キャラクターソングCD Vol.3                                                 | 有馬かな（潘めぐみ） | 「ピーマン体操」 「Full moon…!」                                                                              | テレビアニメ『【推しの子】』挿入歌                                         |
| 7月5日   | 【推しの子】 キャラクターソングCD Vol.2.5                                               | 有馬かな（潘めぐみ） | 「STAR☆T☆RAIN -有馬かな Solo Ver.-」 「サインはB -有馬かな Solo Ver.-」 「HEART's♡KISS -有馬かな Solo Ver.-」 | テレビアニメ『【推しの子】』関連曲                                         |
| 2024年   |                                                                                         | | |                                                                            |
| 8月28日  | シカ色デイズ / シカせんべいのうた                                                       | シカ部 | 「シカ色デイズ」                                                                                              | テレビアニメ『しかのこのこのここしたんたん』オープニングテーマ             |
| 8月28日  | シカ色デイズ / シカせんべいのうた                                                       | 鹿乃子のこ（潘めぐみ）、虎視虎子（藤田咲） | 「シカせんべいのうた」                                                                                        | テレビアニメ『しかのこのこのここしたんたん』エンディングテーマ             |

### その他参加楽曲
| 発売日         | 商品名                       | 歌                           | 楽曲              | 備考                                           |
| -------------- | ---------------------------- | ---------------------------- | ----------------- | ---------------------------------------------- |
| 2013年1月9日   | REASON（HUNTER×HUNTER Ver.） | 潘めぐみ、伊瀬茉莉也、平野綾 | 「流れ星☆キラリ」 | テレビアニメ『HUNTER×HUNTER』関連曲            |
| 2016年12月26日 | NO ONE KNOWS                 | 潘めぐみ                     | 「NO ONE KNOWS」  | 漫画『ULTRAMAN』関連曲                         |
| 2020年2月2日   | Shooting Star                | 潘めぐみ、名塚佳織、広橋涼   | 「Shooting Star」 | OVA『ガンダムさん WALL-G』エンディングテーマ   |
| 2022年5月19日  | エクレール                   | ジェニーハイ                 | 「エクレール」    | 映画『ハケンアニメ』主題歌。コーラスとして参加 |